# 黒百合姉妹
黒百合姉妹（くろゆりしまい、仏: Les sœurs des lys noirs）は、日本の女性音楽ユニットである。
主にボーカルを担当する妹のJURI（じゅり）、主にピアノ・キーボードを担当する姉のLISA（りさ）の、大阪出身の実の姉妹2人によるユニット。オリジナル曲の作詞・作曲も2人で行う。妹のJURIは占い師としても活動している。

## 概要
父親はジャズが好きでトランペットやギターを演奏し、母親はデヴィット・ボウイのファンで、洋楽が絶えず流れているような音楽好きの家庭で姉妹は育つ。JURIは3歳頃からピアノを習い始め、このとき親しんだクラシック音楽が黒百合姉妹のルーツとなる。JURIは最初はピアノで作曲を始めたが、10歳で親からシンセサイザーを買ってもらってからはシンセで作曲するようになる。シンセを始めたきっかけは、古楽好きでチェンバロやパイプオルガンの音色が好きだったが本物は手に入らないため、シンセで音色を再現したいと考えたという。
JURIはそのうちライブハウスに通うようになり、自分でもロック・バンドを組んだものの、ドラムやギターを入れた編成のロック・バンドの曲が作れないことに気づき、同じくキーボードを弾くLISAと2人で音楽活動を開始した。1988年5月にベーシストのうさこが加入し、女性3人で「黒百合姉妹」として活動を開始。同年9月頃からライブハウスなどで演奏活動を始める。ロックという枠やジャンルに囚われず「古代や中世の音楽が現代に存在したらこんな感じ」と想像して曲を作っていたという。
当初は大阪を拠点にライブ活動を行っており、最初は動員が伸びなかったが、北村昌士が創刊した音楽雑誌『FOOL'S MATE』に掲載されたことで注目されるようになる。
1990年、北村昌士が設立したインディーズ・レーベル「SSE COMMUNICATIONS」から、ファーストアルバム『最後は天使と聴く沈む世界の翅（はね）の記憶』をリリース。ファーストアルバム発表後にベーシストのうさこが脱退、現在の姉妹デュオの形態となる。またJURIは大阪を離れて東京へ移住する。
1980年代のインディーズシーンではZELDAを筆頭にガールズバンドが多数活躍した。また『FOOL'S MATE』はパンク・ロックのミュージシャンを多く取り上げ、北村昌士と彼のレーベルに属するアーティストは、レーベル名「TRANS RECORDS」から「トランス系」と呼ばれ、のちのヴィジュアル系につながる傾向のバンドには追っかけをする女性ファンが付き「トランス・ギャル」と呼ばれた。そうした流れから、黒百合姉妹も当時のガールズバンドやパンク・ムーブメントの文脈で語られることが多かったが、本人はそのことに違和感を覚えていたという。
以降、同レーベルより1994年までに、ライブアルバムや別名義「JURI et LISA」で発表したCDも含め、5枚のアルバムをリリース。「JURI et LISA」名義ではそれまでのオリジナル曲から、ヨーロッパ民謡（民族音楽）のカバー曲を全面に押し出し、音楽性上の転機となった。その後、次のアルバムリリースまでは5年の間が空き、以降は寡作となっていく。
1998年からは、由貴香織里『天使禁猟区』のドラマCDに楽曲を提供、歌唱も担当した。翌1999年4月21日に『天使禁猟区 オリジナルサウンドトラック』として1枚のCDにまとめてリリースされている。
SSE COMMUNICATIONSの閉鎖（2001年）と前後して、自らのレーベル「Sibylla」を立ち上げる。1999年に6枚目のアルバム『星のひとみ Les yeux d'étoiles』を5年ぶりにリリース。その後もさらに2枚のアルバムを発表し、ライブ活動も継続している。
黒百合姉妹の音楽について、JURIは「夢の中で流れている音楽をそのまま再現する」「頭の中の記憶やイメージをそのままきれいに引き出したい」と述べている。また彼女は霊感占い師として活動していることもあり「美しい音楽を聴くと心が浄化される。人間の奥底に本来ある美しいもの、善いものを音楽で引き出すことが使命」とも語っている。JURIは雑誌で占いコラムを連載していたこともある。なお、黒百合姉妹がメディアへの露出が少ないのは、LISAが露出を嫌うからだという。
幻想的で神秘的な曲調のオリジナル曲のほか、クラシック音楽、特にJ. S. バッハやオルランドゥス・ラッスス、14世紀スペインの歌曲集『モンセラートの朱い本』など、中世・ルネサンス・バロック期の古楽や宗教曲などもレパートリーとしている。

## 作品
括弧内は発表年月日。日付は公式サイト「ディスコグラフィー」による。
CDにはいずれも、初発・再発盤とも歌詞は掲載されていない。

### アルバム

#### SSE / Sibylla
以下5枚のCDは、SSE COMMUNICATIONSより初発。
SSE閉鎖後、Sibyllaレーベルよりリマスタリングの上でCD再発。再発盤ではカットされている楽曲があるなど、初発盤とは異同がある。
- 最後は天使と聴く沈む世界の翅の記憶（1990年12月25日）
- 夜が星をしたがえて（1991年12月21日）
  - 再発盤では11曲目「Déjà vu」がカット。
- 月の蝕（1993年6月10日）
  - 再発盤では11曲目「聖なるかな」、12曲目「左の耳のための喜びの歌」がカット。
- LUX AETERNA～久遠の光　LIVE at SHIBUYA CLUB QUATTRO（1993年）
  - 1993年5月3日、渋谷CLUB QUATTROでのライブアルバム。「聖なるかな」収録。
- All Things Are Quite Silent（1994年12月1日）「JURI et LISA」名義
  - 初発盤1曲目の「introduction」が、再発盤では「introduction II」「introduction III」と3曲に増えて挿入されている。

#### Sibylla
以下3枚のCDは初発時から、Sibyllaレーベルよりリリース。
- 星のひとみ　Les yeux d'étoiles（1999年12月24日）
- 天の極み 海の深さ（2005年2月1日）
- 森羅万象の聲（しんらばんしょうのこえ）（2012年6月20日）

#### サウンドトラック
- 天使禁猟区 サウンドトラック
  - バンダイ・ミュージックエンタテインメント（1999年4月21日）
  - コロムビアミュージックエンタテインメント (PRHYTHM)（2004年4月21日）再発盤
    - 収録曲（黒百合姉妹関連の楽曲のみ抜粋）
      - 薔薇の失墜 - SANCTUS -（作詞：葉月圭、作曲：七瀬光、歌：JURI）
      - PAUL & LIESE（『夜が星をしたがえて』収録曲）
      - 黒曜石（作詞・作曲：LISA、編曲・歌：黒百合姉妹）
      - STELLA MARY（作詞・作曲：JURI、編曲・歌：黒百合姉妹）
      - 最後は天使と聴く沈む世界の翅の記憶（同名アルバム収録曲）

### 映像作品
- Schwarzwald (VHS)
  - 1992年9月25日、VHSビデオで初発。廃盤。
  - 収録曲
    - Schwarzwald Chapter 1
    - Schwarzwald Chapter 2
    - Schwarzwald Chapter 3
- Schwarzwald (DVD)
  - 2012年12月13日、SibyllaレーベルよりDVDで再発[2]。
  - 上記に加え、特典映像としてアルバム『森羅万象の声』より以下3曲を追加収録。
    - 水の姿
    - 月のマリア
    - la chambre du clair de lune II